# Suum cuique
Suum cuique (lat.) fiecăruia ce este al său este unul dintre cele trei precepte fundamentale de drept roman, formulate de Ulpian astfel: „Iurus praecepta sunt: haec: honeste vivere, neminem laedere, suum cuique tribuere” („Preceptele dreptului sunt: a trăi cinstit, a nu vătăma pe nimeni, a da fiecăruia ce-i al său”).